# Australské obranné síly
Australské obranné síly (anglicky Australian Defence Force) jsou vojenskou organizací odpovědnou za obranu Austrálie. Sestávají z Australského královského námořnictva (Royal Australian Navy), armády (Australian Army) a královského letectva (Royal Australian Air Force). Síla Australských obranných sil čítá o něco méně než 80000 příslušníků v aktivní službě a v rezervách, a je podporováno ministerstvem obrany a několika dalšími civilními agenturami.
Ve 20. letech 20. století z rozhodnutí australské vlády tvořily jednotlivé složky ozbrojených sil samostatné organizační jednotky. Každá složka tak měla vlastní nezávislý řetězec velení. V roce 1976 pak vláda přijala strategickou změnu a vytvořila Australské obranné síly (AOS), aby velení jednotlivých složek bylo sjednoceno.
Australské obranné síly jsou technologicky vyspělé, ale relativně malé. I přesto, že mají 58206 příslušníků v aktivní službě a 21694 příslušníků rezerv, a jsou tak největší vojenskou jednotkou v Oceánii, přesto je tento počet menší než velikost ozbrojených sil většiny asijských zemí. Nicméně AOS má štědrý rozpočet, kterým se může rovnat světovým standardům, umožňující australským silám být nasazováni na více místech mimo Austrálii zároveň.

## Historie

### Počátky
Krátce po vzniku federace v lednu 1901 spojila australská federální vláda ozbrojené síly jednotlivých států a vznikla tak australská armáda a Commonwealth Naval Force. V roce 1911 vláda založila australské královské námořnictvo, jehož součástí se staly i síly Commonwealth Naval Force. V roce 1912 pak byl v rámci australské armády založen Australský letecký sbor (Australian Flying Corps), který se od armády odpojil v roce 1921, kdy vzniklo Australské královské letectvo (Royal Australian Air Force). Jednotlivé složky měly své vlastní řetězce velení a odpovídaly různým ministrům.
Za druhé světové války jednotky australského námořnictva, armády i letectva často sloužili pod jedním velením, což jasně ukázalo nezbytnost integrace velení všech složek. Po válce několik vyšších důstojníků prosazovalo vznik funkce vrchního velitele všech tří složek. Vláda však tento požadavek zamítla a jednotlivé složky zůstaly nadále nezávislé. Absence centrálního velení vyústila v chabou koordinaci mezi složkami, neboť se lišily nejen v organizaci ale také v doktríně, kterou se řídily.
Potřeba vzniku integrované velící struktury se ještě více projevila během války ve Vietnamu. V roce 1973 náměstek ministra obrany Arthur Tange předložil vládě zprávu, která doporučovala sjednocení separátních ministerstev do jednoho ministerstva obrany a vytvoření funkce vrchního velitele štábu obranných sil (Chief of the Defence Force Staff). Vláda tato doporučení schválila a 9. února 1976 vzniky Australské obranné síly.

## Fotogalerie

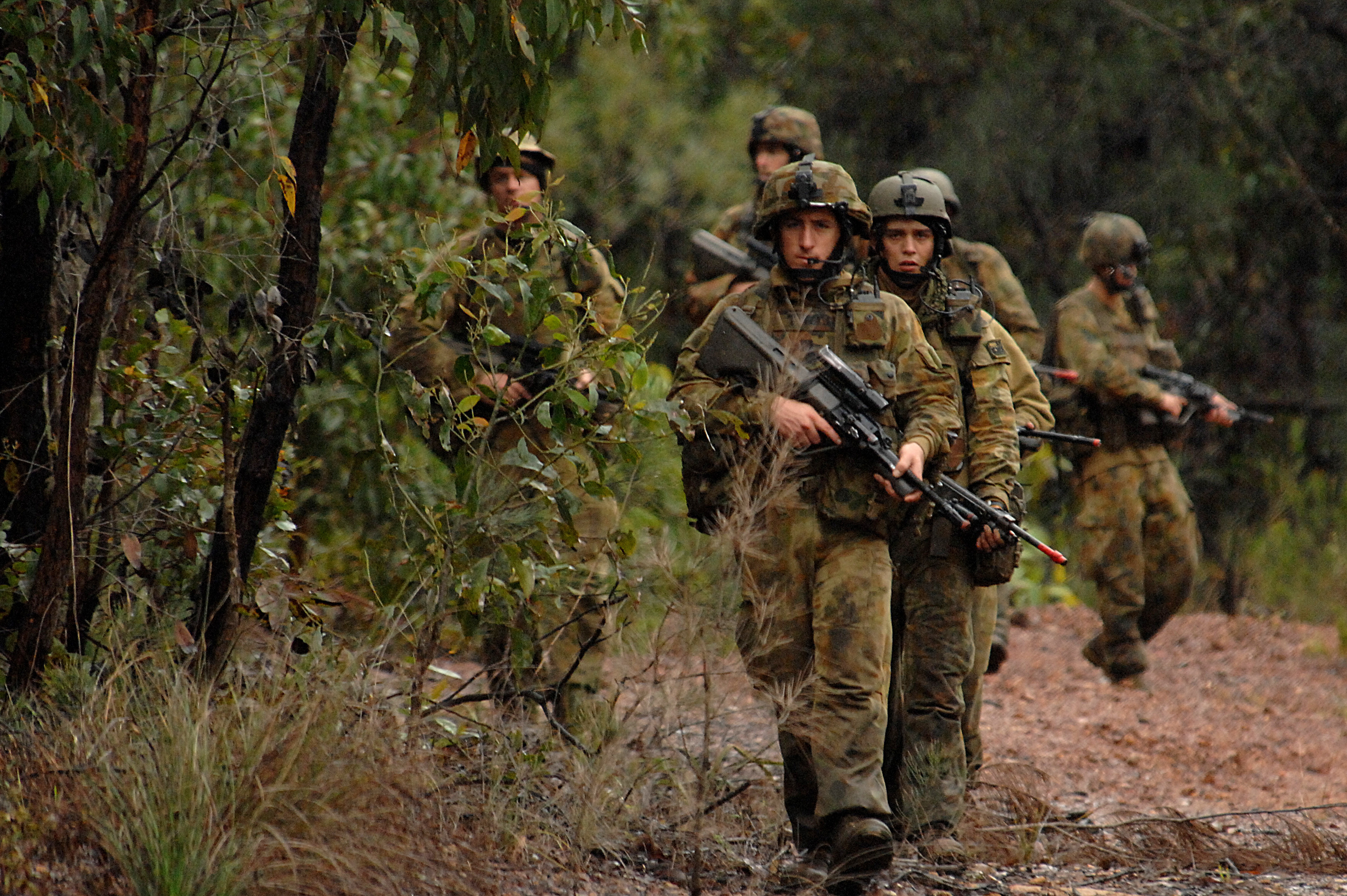
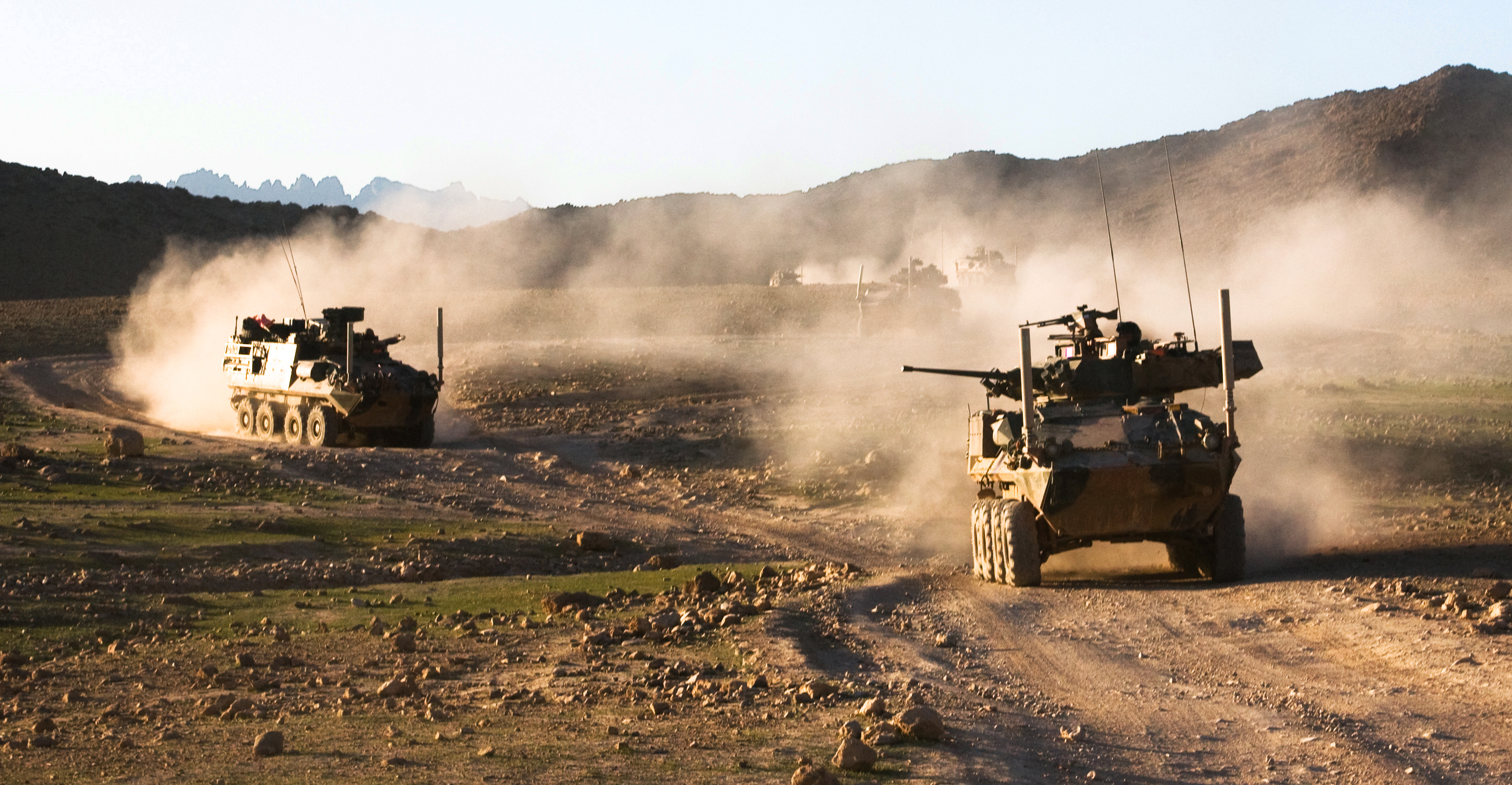
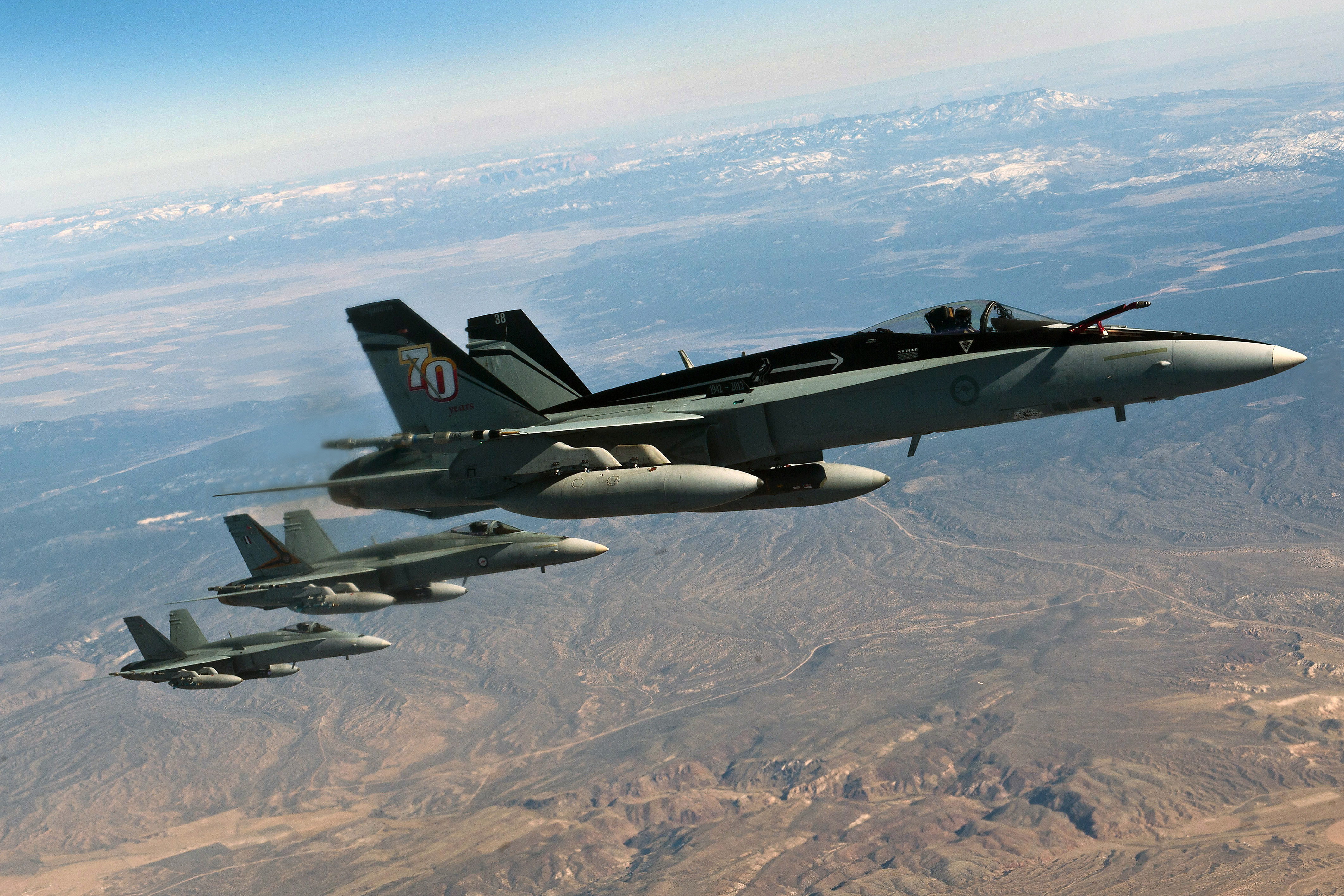
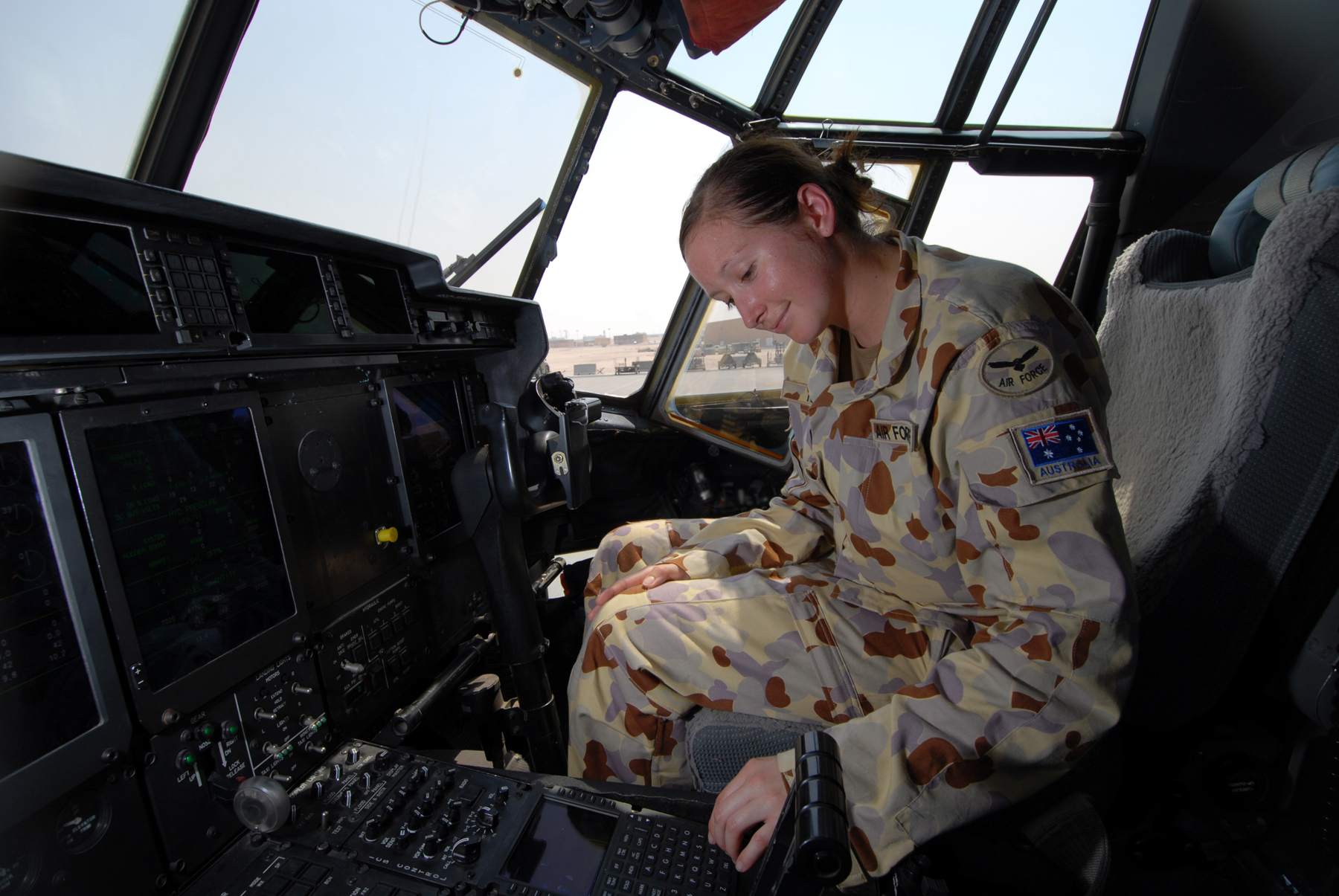
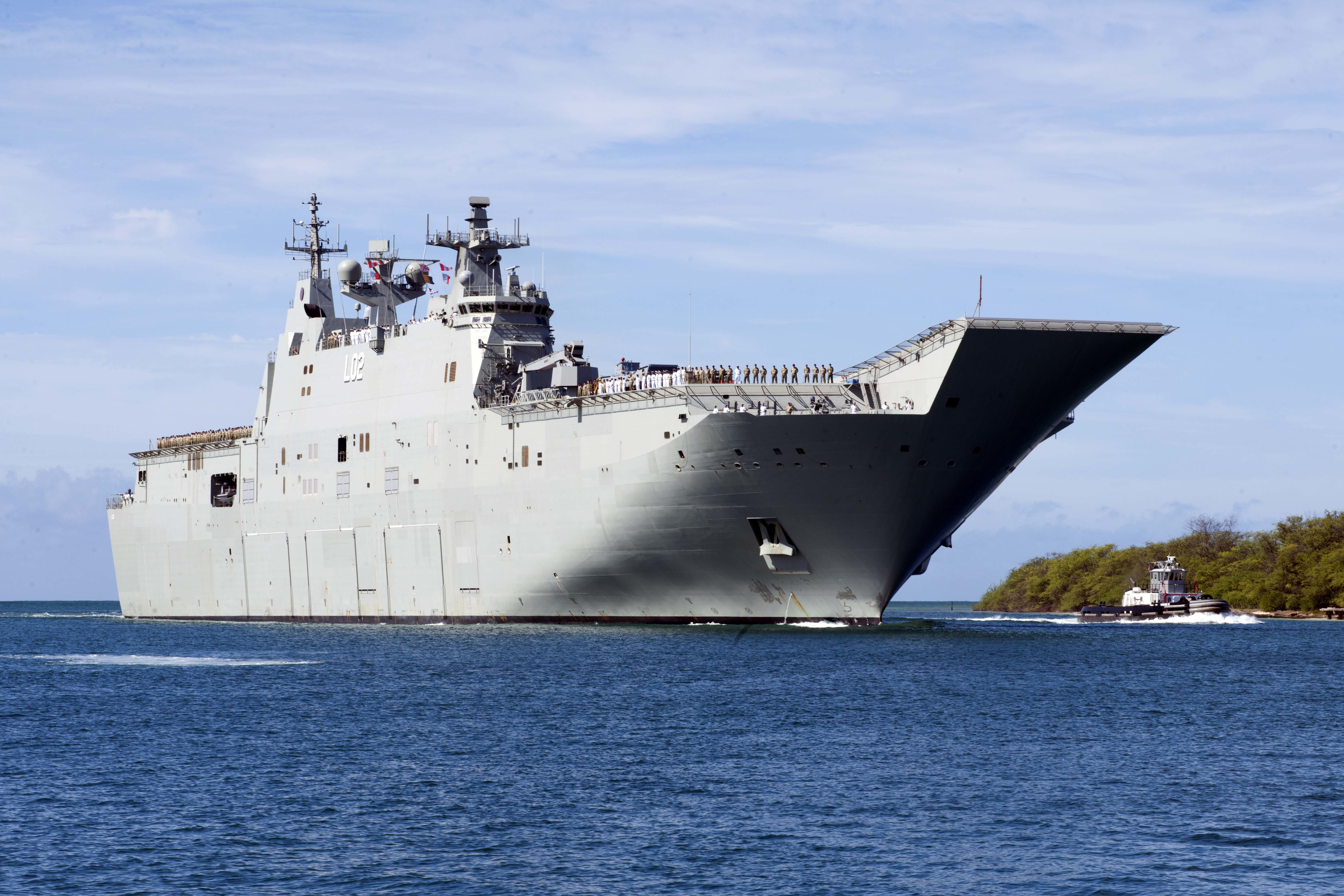
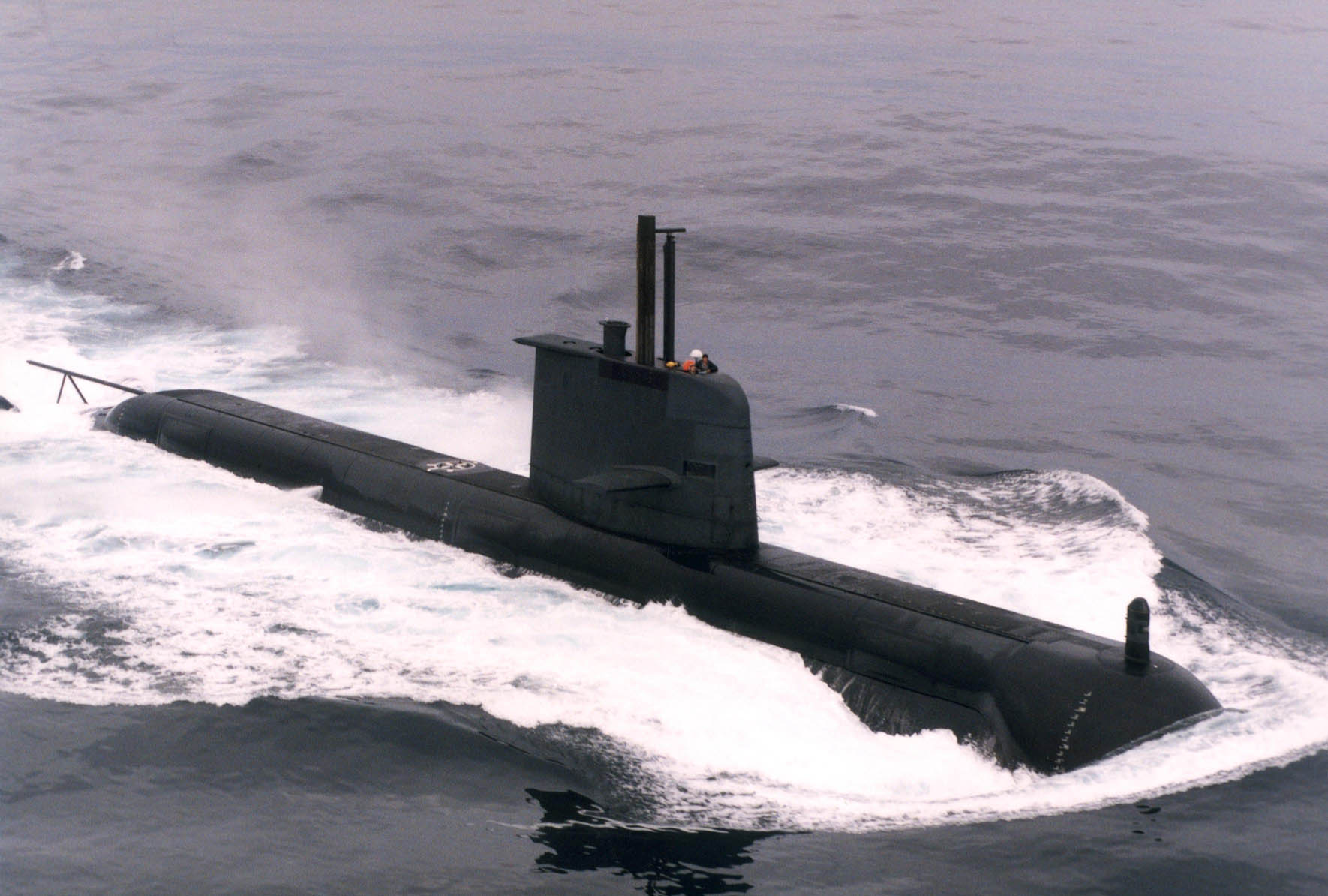